# Parafia św. Ludwika w Portlandzie
Parafia św. Ludwika w Portlandzie (ang. St. Louis Parish) – parafia rzymskokatolicka  położona w Portlandzie, Maine, Stany Zjednoczone.
Parafia położona w hrabstwie Cumberland, podlega terytorialnie pod diecezję Portland.
Jest ona jedną z wielu etnicznych, polonijnych parafii rzymskokatolickich w Nowej Anglii. Parafia została dedykowana św. Ludwikowi.
Ustanowiona w 1915 roku.

## Historia
12 maja 1915, o. Jan Ściskalski, CM z Zgromadzenie Księży Misjonarzy Świętego Wincentego à Paulo, został upoważniony przez Biskupa Diecezji Portland do zorganizowania nowej parafii spośród polskich imigrantów zamieszkujących zachodnią cześć Portlandu.
W 1924 roku zakończono budowę kościoła parafialnego na rogu  Danforth st. i Emery st. Kościół przyjął za swego patrona św. Ludwika a ojciec Piotr Pojnar, CM, został oficjalnie mianowany pierwszym proboszczem nowej parafii.
22 kwietnia 1952 o. Piotr Pojnar, CM, powołał przykościelną organizację kobiecą o nazwie St. Louis Women's Society.

## Proboszczowie
- o. Jan Ściskalski, CM (1915–1918)
- o. Piotr Pojnar, CM (1918–1959)
- o. Walerian Czywil, OFMConv. (1959–1976)
- o. Charles Porada, OFMConv. (1976–1982)
- o. Ronald Sermak, OFMConv. (1982–1988)
- o. Herbert Skurski, OFMConv. (1988–1992)
- o. John Bambol, OFMConv. (1992–1998)
- o. Ireneusz Chodakowski, MIC (1998–2009)
- ks. Louis Philips (2009–2021)
- ks. Seamus Griesbach (2021-obecnie)